# Публий Деций Муз (консул 312 пр.н.е.)
Вижте пояснителната страница за други личности с името Публий Деций Муз.
Публий Деций Муз (на латински: Publius Decius Mus; † 295 пр.н.е., Сентинум) e политик на Римската република.

## Биография
През 312 пр.н.е. е консул с Марк Валерий Максим Корвин и празнува триумф за победа против самнитите. От 310 пр.н.е. е легат при Луций Папирий Курсор.
През 308 пр.н.е. той е отново консул и има победа против етруските. Колега му е Квинт Фабий Максим Рулиан.
През 306 пр.н.е. Деций е magister equitum на диктатор Публий Корнелий Сципион Барбат. През 304 пр.н.е. той е цензор заедно с Квинт Фабий Максим Рулиан (колегата му във втория, третия и четвъртия консулат).
През 297 пр.н.е. Деций е за трети път консул и побеждава самнитите в битка при Малевентум. Неговият imperium e продължен през следващата година. През 295 пр.н.е. Деций е за четвърти път консул. Той побеждава с Торкват в битка при Сентинум самнитите и галите. В тази битка той се принася в жертва на боговете (devotio), както баща му и синът му през 279 пр.н.е. От 300 пр.н.е. до смъртта си Деций е понтифекс.